# Kanton Chambéry-Sud-Ouest
Kanton Chambéry-Sud-Ouest is een voormalig kanton van het Franse departement Savoie. Kanton Chambéry-Sud-Ouest maakte deel uit van het arrondissement Chambéry en telde 16.412 inwoners in 1999. Het werd opgeheven bij decreet van 27 februari 2014 met uitwerking op 22 maart 2015.

## Gemeenten
Het kanton Chambéry-Sud-Ouest omvatte de volgende gemeente:
- Chambéry (deels)